# Norte chico du Chili

Carte des régions naturelles du Chili.
Le Norte Chico est en orange.
.

Le Norte chico du Chili est l'une des cinq régions naturelles, selon la division du pays réalisée en 1950 par la Corporation de Promotion de la Production (CORFO). Selon ce classement ses limites sont la rivière Copiapó au nord, et la rivière Aconcagua au sud. Il est bordé au nord par le Norte Grande (l'autre subzone de la Zone nord du Chili), à l'est par l'Argentine, à l'ouest par l'océan Pacifique et au sud par la Zone centrale du Chili. Il est formé par la partie centre sud de la Région d'Atacama, la Région de Coquimbo, et la zone au nord de la rivière Aconcagua dans la Région de Valparaíso. Ses principaux noyaux urbains sont l'agglomération La Serena-Coquimbo, Copiapó, Ovalle, San Felipe et Vallenar.

## Climat
Il se caractérise par son climat semi-aride et une végétation variée, de xérophile à mésophile.

## Économie
Par l'utilisation très rationnelle des ressources d'eau douce, dans les zones boisées de tamarugos, alpatacos (petits arbres de la famille des fabacées) et d'autres variétés de Prosopis, et avec les lamini (camélidés d'Amérique du Sud), a pu se développer la civilisation précolombienne diaguita à l'ouest de la cordillère des Andes. Selon les chroniqueurs, le groupe quilme était originaire du Norte chico, plus précisément d'une zone limitrophe du Paso de San Francisco.
La région se distingue par la production de pisco, huile d'olive et par l'extraction de minerais, tels le fer et le cuivre. Le développement de l'industrie touristique est important également, spécialement dans la zone de La Serena. Le port principal de la région naturelle est Coquimbo.
Les principaux objets de l'économie sont:
- Minéraux (fer, charbon, pétrole, entre autres)
- Fruits et légumes

## Villes principales

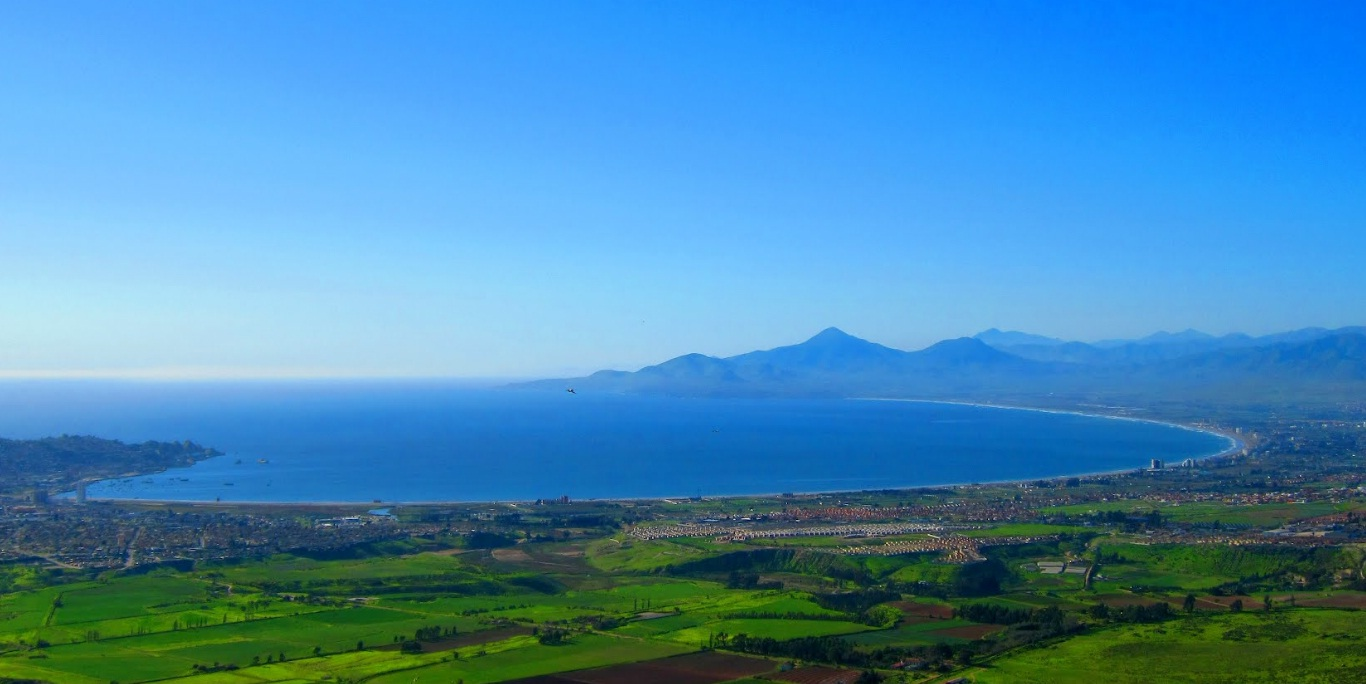
Vue de La Serena et Coquimbo.

Les principaux noyaux urbains du Norte Chico, par ordre de population (selon le recensement de 2017) sont: Agglomération La Serena-Coquimbo, Gran Copiapo, Ovalle, San Felipe, Vallenar, La Ligua, Quintero, Illapel.

## Zones sylvestres protégées du Norte Chico
- Monument Naturel Pichasca
- Parc National Bosques de Fray Jorge
- Parc National Llanos de Challe
- Parc National Nevado de Tres Cruces
- Réserve Nationale Las Chinchillas
- Réserve Nationale Pingüino de Humboldt